# Mont St Michel (ferry)
Pour les articles homonymes, voir Mont Saint-Michel (homonymie).
Le Mont St Michel est un ferry appartenant à la compagnie bretonne Brittany Ferries. Construit entre 2001 et 2002 aux chantiers Van der Giessen de Noord de Krimpen aan den IJssel aux Pays-Bas, il est baptisé d'après le célèbre îlot du mont Saint-Michel. Mis en service en décembre 2002, il navigue depuis lors sur les liaisons transmanche entre la France et le Royaume-Uni.

## Histoire

### Origines et construction
À la fin des années 1990, la progression constante du trafic passager et fret entre Caen et Portsmouth amène Brittany Ferries à se pencher sur le remplacement du ferry Duc de Normandie. Ce navire parvenant de moins en moins à absorber efficacement le flux, il apparaît alors nécessaire de proposer un renfort significatif au Normandie. En plus de régler ce principal problème, l'apport d'une unité neuve permettrait le transfert du Duc de Normandie entre Roscoff et Plymouth en remplacement du vieux Quiberon.
Afin de garantir l'homogénéité de l'outil naval, la conception du futur navire est basée sur celle du Normandie. Toutefois, en raison de l'évolution du trafic depuis la mise en service de son prédécesseur, quelques différences apparaîtront, notamment l'absence de cabines de part et d'autre du garage supérieur qui s'étend à présent sur toute la largeur du navire. Cette modification permet d'accroître considérablement la capacité de roulage qui passe à 830 véhicules et une centaine de remorques tandis que la capacité passagère demeure très proche de celle du Normandie. Grâce à l'ajout d'un étage supplémentaire par rapport à celui-ci, les cabines supprimées au niveau du garage vont pouvoir être réaménagées à l'avant du pont 9 et ainsi garantir un nombre de places en couchette légèrement supérieur. Une autre différence majeure est le positionnement des conduits d'échappement qui sont divisés en deux cheminées latérales, contrairement au Normandie disposant d'une unique cheminée centrale. Ceci a pour principal effet d'augmenter légèrement la surface consacrée aux locaux destinés aux passagers mais également celle des garages.
Commandé le 11 septembre 2000 aux chantiers néerlandais Van der Giessen de Noord, le nouveau navire est mis sur cale le 7 juin 2001 avec une livraison prévue pour mars 2002. Au cours de sa construction, la direction de Brittany Ferries s'affaire à lui trouver un nom. Surnommé Normandie 2 durant sa conception, il est envisagé dans un premier temps de le nommer Deauville mais le nom évoluera par la suite en Honfleur qui sera lui aussi abandonné en raison d'une trop grande similitude avec le patronyme du Barfleur. Le navire sera finalement baptisé du nom de Mont St Michel en référence au célèbre monument historique normand. Lancé le 16 mars 2002, ses finitions prennent cependant du retard, compromettant alors la mise en service du navire pour la saison d'été. Cette situation pose inévitablement un grand problème à Brittany Ferries qui avait enregistré un très grand nombre de réservations à bord du Mont St Michel et qui a dû dans l'urgence positionner en remplacement le Quiberon, doté d'une capacité nettement moins importante. Le Mont St Michel sera finalement achevé et livré à la compagnie bretonne le 11 décembre 2002, soit sept mois de retard par rapport à la date prévue.

### Service
Quelque temps après sa livraison, le Mont St Michel quitte les Pays-Bas pour rejoindre la France. Arrivé à Caen le 13 décembre, il effectue ensuite des essais d'accostage à Ouistreham puis à Portsmouth. Le 20 décembre, il réalise sa traversée inaugurale entre Caen et Portsmouth.
À l'occasion d'un arrêt technique réalisé au début de l'année 2005, le navire reçoit sur sa coque le nouveau logo de Brittany Ferries.
À la fin de l'année 2013, Brittany Ferries annonce un plan de d'adaptation de sa flotte aux dernières normes européennes en matière d'émissions de gaz. Il est ainsi prévu que les moteurs du Mont St Michel soient convertis à une propulsion au gaz naturel liquéfié (GNL) courant 2017. Ce projet sera cependant abandonné courant 2014.

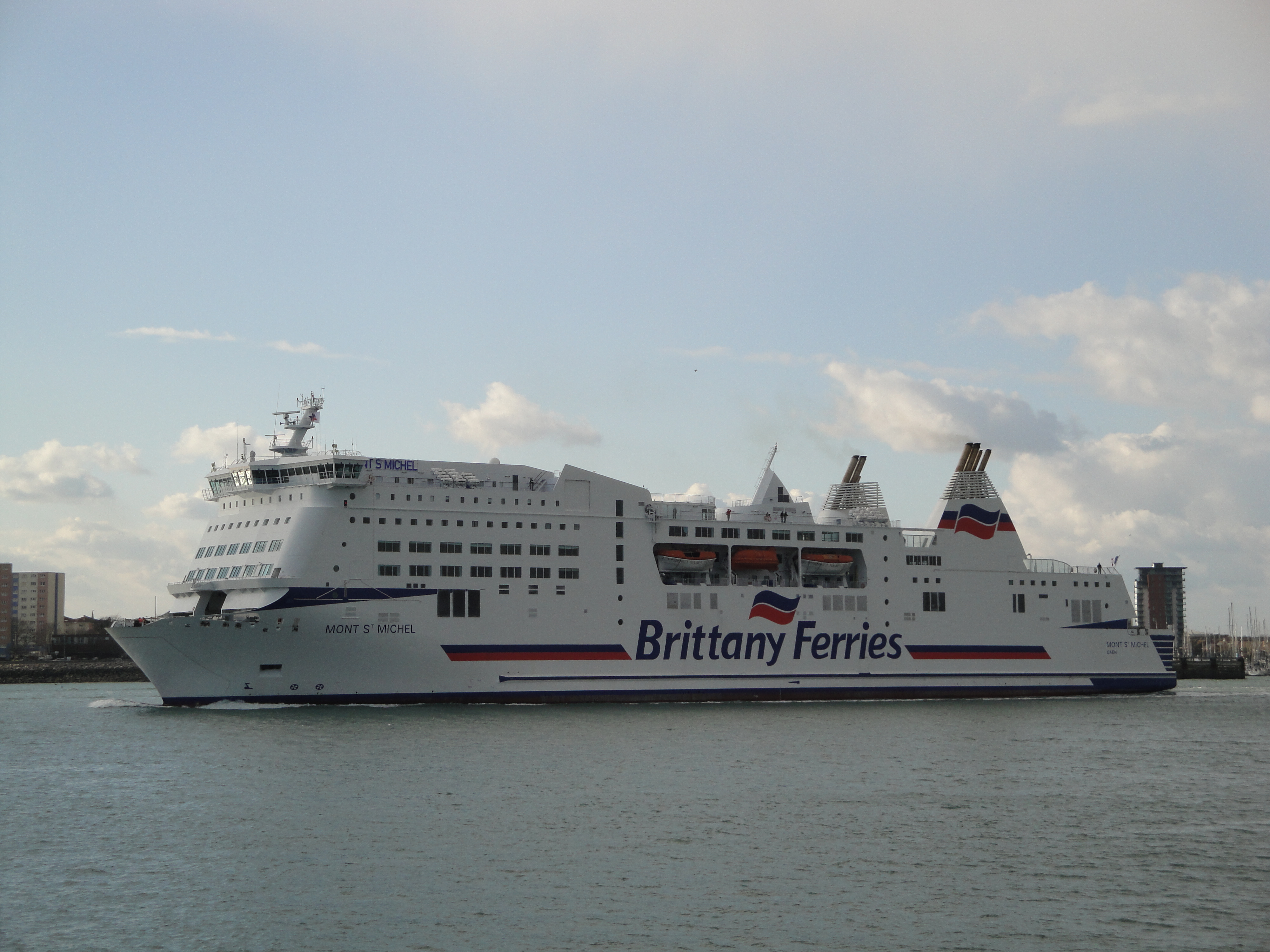
Le Mont St Michel arborant l'ancienne livrée de Brittany Ferries.

Le 6 mai 2015, les syndicats des dockers du port de Ouistreham entament un mouvement de grève et revendiquent la hausse de leurs salaires ainsi que l'embauche d'effectifs supplémentaires. Afin de faire pression, les grévistes bloquent le port de Ouistreham, provoquant alors l'immobilisation du Mont St Michel et de son équipage. C'est dans ce contexte que la nuit du 9 au 10 mai, Jean-Marc Roué, président du conseil de surveillance de Brittany Ferries, accompagné d'une vingtaine d'actionnaires agriculteurs encagoulés et équipés d'outils, s’introduisent dans l'enceinte du port de Ouistreham. Malgré les protestations de trois grévistes, ils larguent les amarres du Mont St Michel, libèrent la rampe avant obstruée par un tracteur en ramenant celui-ci à l'intérieur du garage puis scient deux amarres qui n'avaient pu être larguées. En moins de vingt minutes, le Mont St Michel parvient à s'échapper du port et gagner le large, s'éloignant avec la porte avant encore ouverte. En représailles, les dockers de la compagnie refusent d'accueillir le navire à Cherbourg, forçant celui-ci à rejoindre temporairement Roscoff le temps d'avitailler avant d'être contraint d'aller mouiller au large de l'île de Batz en compagnie du Normandie, dont l'accostage a également été refusé par les dockers. Le mouvement social finira par prendre fin le 11 mai et le Mont St Michel reprendra ses rotations vers Portsmouth deux jours plus tard.
Plus tard cette même année, au cours de son arrêt technique réalisé à Santander du 25 septembre au 18 décembre, le navire est équipé d'un système d'épurateurs de fumées, surnommés scrubbers, destiné à réduire ses émissions de soufre. Trop volumineux pour être installé au niveau de ses deux cheminées latérales, le dispositif est mis en place au sein d'une troisième cheminée aménagée au centre du navire,.
Entre le 11 et le 18 septembre 2018, le Mont St Michel doit être temporairement retiré du service en raison de dégâts au niveau de l'arbre de l'hélice bâbord provoqués par un filet de pêche. Afin de compenser son absence, Brittany Ferries mobilise entre Caen et Portsmouth le NGV Normandie Express et redirige le flux de marchandises vers les cargos Etretat et Baie de Seine au départ du Havre.
Au début de l'année 2020, le navire est repeint aux nouvelles couleurs de Brittany Ferries au cours d'un arrêt technique. Il reçoit sur sa coque le nouveau logo de la compagnie bretonne ainsi qu'une nouvelle livrée incluant l'ajout d'une bande bleue le long des sabords de la partie avant du pont 8.

## Aménagements
Le Mont St Michel compte 11 ponts. Si le navire s'étend en réalité sur 12 ponts, l'un d'entre eux est absent au niveau du garage. Les locaux des passagers occupent la totalité des ponts 7 à 9 ainsi qu'une partie du pont 10 tandis que ceux de l'équipage occupent la partie avant de ce même pont. Les ponts 1, 3, 5 et 6 abritent quant à eux les garages.

### Locaux communs
Les installations du Mont St Michel sont situées sur les ponts 7, 8, 9 et 10. Parmi elles se trouvent :
- Blue Note : bar-salon situé au milieu du pont 9 ;
- Café du Festival : café situé à proximité du Blue Note ;
- La Galerie :  self-service à l'avant au pont 8 ;
- Les Romantiques : restaurant à l'arrière ;
- Le Kiosque : boutique situé au pont 8 ;

Le navire est également équipé de deux petites salles de cinéma et d'une galerie marchande sur le pont 7, ainsi qu'une salle d'arcade sur le pont 10.

### Cabines
Le Mont St Michel dispose de 224 cabines privatives situées à l'arrière du pont 7 et à l'avant du pont 9. Internes ou externes, 173 sont équipées de quatre couchettes, 40 en possèdent deux et huit sont des suites Commodore à quatre places. Toutes sont pourvues de sanitaires privés comprenant douche, WC et lavabo. Le navire propose également 419 places en fauteuils répartis au sein de cinq salons situés à l'avant du pont 7.

## Caractéristiques
Le Mont St Michel mesure 173,85 mètres de long pour 28,50 mètres de large, son tirant d'eau est de 6,20 mètres et sa jauge brute est de 35 891 UMS. Le navire peut transporter 2 120 passagers et possède un garage de 2 250 mètres linéaires de roll, soit une capacité de 830 véhicules et 118 remorques. Le garage est accessible au moyen de deux portes-rampes axiales à la proue et à la poupe ainsi que deux accès directs au garage supérieur également situés à l'avant et à l'arrière. Il possède quatre moteurs diesel MaK 6M43 développant une capacité de 21 600 kW entraînant 2 hélices à pas variable faisant filer le bâtiment à plus de 21 nœuds. Le Mont St Michel est aussi doté de deux propulseurs d’étrave et d'un stabilisateur anti-roulis à deux ailerons rétractables. Il est pourvu de deux embarcations de sauvetages fermées de grande taille, complétées par deux embarcations plus petites, une embarcation semi-rigide ainsi que de nombreux radeaux de sauvetage. Depuis 2015, le navire est équipé de scrubbers, dispositif d'épuration des fumées visant à réduire ses émissions de soufre.

## Lignes desservies
Depuis sa mise en service, le Mont St Michel assure toute l'année la liaison transmanche entre la France et le Royaume-Uni sur la ligne Ouistreham (Caen) - Portsmouth.